# Nyang’oma Kogelo
Nyang’oma Kogelo é uma vila do distrito de Siaya, província de Nyanza, no Quênia. A vila, cuja economia é baseada na agricultura,  tem apenas uma escola primária e um centro de saúde, mas  mereceu a atenção internacional por estar ligada às origens do ex-presidente dos Estados Unidos, Barack Obama. Ali nasceu e foi sepultado o seu  pai, Barack Obama, Sr.

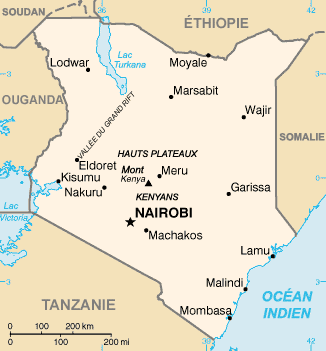
Mapa do Quênia: Kogelo fica na parte oeste, perto de Kisumu e do Lago Vitória.

Alguns membros da família ainda vivem na localidade, inclusive a avó paterna do presidente eleito, Sarah Obama.